# Patriciomyces valentinianus
Patriciomyces valentinianus är en lavart som beskrevs av D. Hawksw. 2001. Patriciomyces valentinianus ingår i släktet Patriciomyces, divisionen sporsäcksvampar och riket svampar.   Inga underarter finns listade i Catalogue of Life.